# 原町郵便局 (群馬県)
原町郵便局（はらまちゆうびんきょく）は、群馬県吾妻郡東吾妻町にある郵便局。民営化前の分類では集配特定郵便局であった。

## 概要
住所：〒377-0899 群馬県吾妻郡東吾妻町原町410

## 沿革
- 1876年（明治9年）5月 - 原町郵便局（五等）として開設[1]。
- 1885年（明治18年） - 貯金取扱を開始。
- 1888年（明治21年）4月30日 - 廃止。
- 1895年（明治28年）5月16日 - 原町郵便受取所として再設置。
- 1901年（明治34年）2月1日 - 原町郵便局（三等）となる。貯金・為替取扱を開始。
- 1967年（昭和42年）10月17日 - 電話交換および和文電報配達業務を中之条電報電話局に移管[2]。
- 1988年（昭和63年）9月26日 - 岩下郵便局から集配業務を移管。
- 1994年（平成4年）10月10日 - 松谷簡易郵便局の廃止に伴い、取扱事務を承継。
- 2007年（平成19年）10月1日 - 民営化に伴い、併設された郵便事業中之条支店原町集配センターに一部業務を移管。
- 2012年（平成24年）10月1日 - 日本郵便株式会社発足に伴い、郵便事業中之条支店原町集配センターを原町郵便局に統合。

## 取扱内容
- 郵便、印紙、ゆうパック、内容証明
- 貯金、為替、振替、振込、国際送金、国債
- 生命保険、バイク自賠責保険
- ゆうちょ銀行ATM
- 吾妻郡東吾妻町内の一部地域（旧・吾妻町域：〒377-08xx区域）の集配業務

## 周辺
- 東吾妻町役場
- 吾妻警察署
- 群馬県立吾妻特別支援学校高等部
- 東吾妻町立東吾妻中学校
- 東吾妻町立原町小学校
- 国道145号
- 吾妻川

## アクセス
- JR吾妻線 群馬原町駅から東へ約400m（徒歩約9分）
- 関越交通バス 下の町停留所下車
- 群馬県道58号中之条東吾妻線沿い
- 駐車場あり：9台